# 528 Реція
528 Реція (528 Rezia) — астероїд зовнішнього головного поясу, відкритий 20 березня 1904 року Максом Вольфом у Гейдельберзі.
Тіссеранів параметр щодо Юпітера — 3,108.
Названий за персонажем опери Вебера — Оберон